# Biblioteka Narodowa Szkocji
Biblioteka Narodowa Szkocji (ang. National Library of Scotland, gael. Leabharlann Nàiseanta na h-Alba, scots Naitional Leebrar o Scotland) – biblioteka narodowa Szkocji i jedna z sześciu bibliotek, w Wielkiej Brytanii i Irlandii, mających prawo do egzemplarza obowiązkowego. Główny, zabytkowy budynek mieści się w centrum Edynburga, przy George IV Bridge. W latach 80. XX wieku otwarto nowy bardziej nowoczesny budynek w południowej stronie centrum miasta, na Causewayside. Znalazły się w nim niektóre z kolekcji, w tym mapy, zbiory naukowe i magazyny. W 2016 roku w Kelvin Hall w Glasgow otwarto nowe centrum, które zapewnia dostęp do materiałów cyfrowych i filmów ze zbiorów Biblioteki. Zbiory Biblioteki Narodowej Szkocji liczą 24 miliony woluminów w tym 14 milionów książek i ponad 2 miliony map.

## Historia
Pierwotnie w Szkocji prawo do egzemplarza obowiązkowego miała biblioteka należąca do Faculty of Advocates. Powstała w 1689 roku i dzięki Statutowi Królowej Anny z 1710 roku, miała prawo egzemplarza obowiązkowego druków publikowanych w Królestwie Wielkiej Brytanii. W następnych stuleciach biblioteka powiększała kolekcję. Gdy uchwałą parlamentu Szkocji w 1925 roku powstała Biblioteka Narodowa Szkocji ze zbiorów wydzielono 750 000 woluminów książek, broszur, rękopisów, map i nut, które stały się zbiorami biblioteki narodowej. W bibliotece pozostały tylko zbiory prawnicze.
W 1928 roku przekazał sir Alexandrem Grantem z Forres 100 000 funtów na budowę nowego budynku biblioteki przy George IV Bridge. Dodatkowo biblioteka otrzymała dotację rządową odpowiadającą darowiźnie Sir Alexandra. Projekt nowego budynku przygotował w latach 1934–1936 Reginald Fairlie. Budowę rozpoczęto w rozpoczęto w 1937 roku, ale prace zostały przerwane podczas II wojny światowej. Budowę wznowiono w 1951 i ukończono w 1956 roku. Płaskorzeźby i rzeźby zdobiące budynek wykonał Hew Lorimer, okrągłe płaskorzeźby nad nimi Elizabeth Dempster, herb nad wejściem wyrzeźbił Scott Sutherland.
Od 1999 koszty utrzymania biblioteki ponosi szkocki parlament. Biblioteka jest jedną z sześciu bibliotek mających prawo do egzemplarza obowiązkowego w Wielkiej Brytanii i Irlandii. Od 2009 roku biblioteka sprawuje nadzór nad Agency for the Legal Deposit Libraries, która zajmuje się pozyskiwaniem druków od wydawców. Zarząd na nią sprawuje rada powiernicza.
16 maja 2012 roku szkocki parlament uchwalił Ustawę o Bibliotece Narodowej Szkocji z 2012 (National Library of Scotland Act 2012) otrzymał sankcję królewską w 21 czerwca 2012 roku.
We wrześniu 2016 roku biblioteka we współpracy z Glasgow Life i University of Glasgow otworzyła nowe centrum w odnowionej Kelvin Hall w Glasgow. W centrum można skorzystać ze zdigitalizowanych zbiorów oraz kolekcji filmów ze zbiorów Biblioteki. Część zbiorów jest dostępna wyłącznie w Kelvin Hall.

## Zbiory
Zbiory Biblioteki Narodowej Szkocji liczą 24 miliony woluminów w tym 14 milionów książek i ponad 2 miliony map. W kolekcji znalazły się egzemplarze Biblii Gutenberga, list przesłany przez Charlesa Darwina z rękopisem O powstawaniu gatunków, Pierwsze Folio Szekspira, rękopisy Glenriddella oraz duża kolekcja czasopism i innych publikacji. Do cennych zbiorów zalicza się ostatni list napisany przez Marię Stuart. Jest on rzadko prezentowany publiczne, pokazano go we wrześniu 2009 roku, aby uczcić otwarcie nowego budynku, a kolejny raz w tylko przez kilka godzin w 2017 roku z okazji rocznicy śmierci królowej.
W 2013 roku w bibliotece znajdowało się:
- rękopisy: 100 000 woluminów,
- mapy: prawie 2 miliony woluminów[14],
- filmy: ponad 46 000 woluminów[15],
- gazet i czasopism: 25 000 woluminów.

## Projekty

### Wikipedysta-rezydent
W 2012 roku biblioteka przystąpiła do projektu w 2012 roku. Podczas jego realizacji w 2013 roku przeprowadzono warsztaty dla pracowników pokazujące jak współpracować z Wikipedią, udzielono pomocy przy udostępnianiu zasobów w Wikimedia Commons, rezydent pomagał pracownikom przy tworzeniu nowych haseł w Wikipedii.

### Our town stories
Biblioteka uczestniczy w projekcie Our town stories (Nasze miejskie historie). Ma on pomagać odkrywać ciekawe miejsca w Edynburgu dzięki umieszczonym na stronie mapom i zdjęciom z zasobów bibliotecznych.

### Zmniejszenie śladu węglowego
W 2010 roku biblioteka dołączyła do projektu 10:10 w 2010 roku, starając się zmniejszyć swój ślad węglowy. Rok później ogłoszono, że udało się zmniejszyć emisję dwutlenku węgla zgodnie z kryteriami 10:10 o 18%. Biblioteka kontynuowała działania zmniejszając emisję o 30% do końca roku budżetowego 2014/2015 w stosunku do poziomu z roku 2008/09. W 2018 roku za zmniejszenie emisji dwutlenku węgla o 52% i zużycia energii o 62% otrzymała złotą nagrodą od Zero Waste Scotland.